# 阿妇罗介属
阿妇罗介属（学名：Afrocypris）是金星介科下的一个属。

## 下属物种
本属包括以下物种：
- 麦芽阿妇罗介 Afrocypris maltia Hu & Tao, 2008